# Pieter Verdonck
Pieter Verdonck (okoli 1580 – po 1636) je bil človek iz Haarlema, danes najbolj znan po svojem portretu, ki ga je leta 1636 naslikal Frans Hals.
Zelo malo je znanega o njem, čeprav je bil Pieter Verdonck zabeležen v reformirani cerkvi v Haarlemu, da prihaja iz Genta, ko se je leta 1597 zaročil s Catharino Gelaynis iz Vlissingena. Verjetno je bil Halsov prijatelj, ki ga je naslikal v podobi Samsona, ki drži čeljustnico. Morda se njegov prijatelj ni zabaval, ker je bila slika pozneje prebarvana, da je odsevala moškega, ki drži kozarec vina, njegove divje lase pa je pokrivala žametna baretka.
Po RKD je čeljustna kost od krave. Vendar je bila čeljust mišljena kot simbol oslovske čeljusti, s katero je Samson pobil 1000 Filistejcev. Portret je bil identificiran kot Verdonck zaradi gravure, ki jo je naredil Jan van de Velde s kratko pesmijo, ki opisuje predmet, kar je v prostem prevodu pomenilo »To je Verdonck, drzni gost, čigar čeljust napade vsakogar/ Ker ne razlikuje med visokim oz. nizkega rodu je pristal v hiši dela«. Pesem bi lahko razumeli kot moralistično opozorilo rederijkerjem (iz zbornice retorike), katerih satirični diskurzi so šli predaleč. Tako Hals kot njegov sodobnik Salomon de Bray sta bila rederijkerja v Haarlemu. De Bray je izdelal par obeskov v podobnem žanru, ki prikazujejo Davida z mečem in Samsona s čeljustjo. De Brayeva različica prikazuje Samsona trenutek kasneje v zgodbi, ko je zaradi žeje molil k Bogu in bil nagrajen z »vodnjakom jokajočega«. Halsov portret prikazuje trenutek, ko Samson zmagoslavno razglasi, da je »z oslovsko čeljustjo pobil 1000 Filistejcev«.
Dejstvo, da je Hals naslikal osebo od blizu, pri čemer mu je odrezal členke pesti, vodi k sklepu, da je bila slika mišljena bolj kot tronie kot portret.
- Gravura Jana van de Veldeja s pesmijo
- Stara fotografija pred restavriranjem 1928
- Gravura Samsona, ki dviguje čeljust, 2. del knjige Heroji stare zaveze: Jahel, Samson, David, Judite Jacoba Mathama
- Samson drži čeljustno kost, medtem ko iz nje brizga voda, Salomon de Bray